# کبرا آکمن
کبرا آکمن (انگلیسی: Kübra Akman؛ زادهٔ ۱۳ اکتبر ۱۹۹۴) بازیکن والیبال اهل ترکیه است. او ۱۹۷ سانتیمتر قد و ۸۹ کیلوگرم وزن دارد.

## سابقه
او قبل از اینکه در سال ۲۰۱۲ به واکیف بانک تل کام منتقل شود، برای نیلوفر بلدیه اسپور بازی کرد. اکمان عضو تیم ملی نوجوانان دختر و تیم ملی نوجوانان بانوان بود. او شماره ۳ را می‌پوشد. اکمان در مسابقات قهرمانی باشگاه‌های جهان در سال ۲۰۱۳ با بازی با واکیف استانبول مدال طلا را به دست آورد. سه سال بعد او با همین باشگاه مدال برنز مسابقات قهرمانی باشگاه‌های جهان را در سال ۲۰۱۶ به دست آورد.